# Víctor Maldonado Barreno
Víctor Manuel Maldonado Barreno OFM (Alausí, 14 de febrero de 1927-Guayaquil, 17 de agosto de 2025) fue un sacerdote franciscano y obispo católico ecuatoriano. Fue obispo auxiliar emérito de Guayaquil quién fuera obispo auxiliar de Guayaquil, entre 1990 a 2003.

## Biografía
Víctor Manuel nació el 14 de febrero de 1927, en el cantón ecuatoriano de Alausí; en el seno de una muy cristiana y honorable familia, recibiendo las aguas del bautismo después de algunos días.
Tras realizar su formación primaria, pasó al Colegio Seráfico San Francisco (Quito). Realizó los estudios de filosofía y teología en el Seminario de Guápulo.
Realizó estudios eclesiásticos en la Pontificia Universidad Antonianum.

### Vida religiosa
Ingresó en la Orden de Frailes Menores, en Quito; donde realizó el noviciado.
Su ordenación sacerdotal fue el 29 de junio de 1953, en Roma.
Como sacerdote desempeñó los siguientes ministerios:
- Párroco de Ascázubi.
- Párroco en La Floresta, Quito.

Luego de sus estudios en Roma, fue destinado al Convento de San Francisco en Guayaquil; donde fue: 
- Director de Radio San Francisco.[3]

Fue enviado a Galápagos, donde inicialmente junto con los franciscanos del lugar, trabajó arduamente por la formación de la Parroquia Santa Marianita de Jesús (Puerto Ayora).
En febrero de 1974, inaugura Radio Santa Cruz, la cual dirige por diez años. En 1976, se da la Aprobación oficial del Himno de Galápagos, del cual él había escrito la letra.
En 1984, es nombrado 5° Prefecto Apostólico de Galápagos. En 1990, mandó a construir la Catedral de San Cristóbal, obra que no vio terminar por su nombramiento para Guayaquil.

## Episcopado
El 2 de febrero de 1990, el papa Juan Pablo II lo nombró obispo titular de Ceramussa y obispo auxiliar de Guayaquil. Fue consagrado el 3 de marzo del mismo año, en la Catedral de Guayaquil, a manos del arzobispo Juan Larrea Holguín.
Fue encargado de la Vicaría Santa Elena (1990-2003). En la Península, gestionó la construcción de la clínica Cristo Redentor y un asilo para ancianos.

### Renuncia
En 2002, presentó su renuncia como lo establece el Código de Derecho Canónico. El 4 de octubre de 2003, el papa Juan Pablo II aceptó su renuncia como obispo auxiliar.
Tras su retiro aún mantuvo una postura pública, participando en misas, en homenajes y en otras ceremonias religiosas. En los años actuales, tras su avanzada edad se mantiene fuera de los medios.

## Fallecimiento
Fallecio en la ciudad de Guayaquil donde residía en una casa de retiro en el Convento de San Francisco de Guayaquil en la tarde del 17 de agosto de 2025, a la edad de 98 años, era el tercer obispo más longevo del Ecuador, tras Serafín Cartagena Ocaña OFM y Raúl López Mayorga, quienes aun sobreviven.

## Obras
- Radio Santa Cruz (1974).
- Himno de Galápagos (Letra, 1976).
- Catedral de San Cristóbal (Inicios de construcción, 1990).